# Азот-13
Азот-13 (13N) — радіоізотоп азоту, який використовується в позитронно-емісійній томографії (ПЕТ). Його період напіврозпаду становить трохи менше десяти хвилин, тому його потрібно виготовляти на місці. Для цього можна використовувати циклотрон.
Азот-13 використовується для позначення молекул аміаку для візуалізації перфузії міокарда.

## Виробництво
Азот-13 використовується в медичній ПЕТ-візуалізації у формі міченого аміаку. Його можна виготовити за допомогою медичного циклотрона, використовуючи як мішень чисту воду з невеликою кількістю етанолу. Реагентами є кисень-16 (у складі H2O) і протон, а продуктами є азот-13 і альфа-частинка (гелій-4).
1H + 16O → 13N + 4He
Протон повинен бути прискорений до загальної енергії більше 5,66 МеВ. Це порогова енергія для цієї реакції, оскільки вона ендотермічна (тобто маса продуктів більша, ніж реагентів, тому необхідно подати енергію, яка перетворюється на масу). З цієї причини протон повинен нести додаткову енергію, щоб викликати ядерну реакцію.
Різниця енергії насправді становить 5,22 МеВ, але якби протон постачав лише цю енергію, реагенти утворювалися б без кінетичної енергії. Оскільки імпульс має бути збережений, справжня енергія, яку повинен передати протон, визначається як:
{\displaystyle K=(1+m/M)|E|}
де {\displaystyle m} — це маса 4Не і {\displaystyle M} дорівнює масі 13N ; тому {\displaystyle m/M} = 0,307 806 661. Присутність етанолу (у концентрації ~5 мМ) у водному розчині дозволяє зручно утворювати аміак, коли утворюється азот-13. Існують інші шляхи виробництва міченого 13N аміаку, деякі з яких сприяють спільному виробленню інших легких радіонуклідів для діагностичної візуальзації.

Роль N-13 у циклі CNO.

Азот-13 відіграє значну роль у циклі CNO, який є домінуючим джерелом енергії в зірках головної послідовності, маса яких у 1,5 рази перевищує масу Сонця.
Блискавка може відігравати певну роль в утворенні азоту-13.